# 明日があるさ
- 明日があるさ[1]
- あしたがあるさ[2]

『明日があるさ』（あしたがあるさ）は1963年12月1日発売された坂本九のシングル。
本稿では、そのカバー版についてもあわせて扱う。

## 概要
日本テレビで放送された坂本主演のバラエティ番組『明日があるさ』『夢をそだてよう』の主題歌である。
作詞は青島幸男、作曲・編曲は中村八大。自分に自信が持てず、意中の女性に恋心を打ち明けられないにもかかわらず、前向きに日々を過ごす男子学生の思いをコミカルに表現している。当時80万枚以上のセールスを記録した。
1964年2月からは日本テレビで、本楽曲をヒントにした同名の音楽バラエティ番組『明日があるさ』が放送された。同番組では坂本がホストを務め、作詞を手がけた青島も出演した。
1984年には自然食品店（株式会社ナチュラルグループ本社）のCMに使われ、坂本本人もこのCMに出演した。
また、1985年8月12日、坂本の生前最後の仕事となったNHK-FMの『秋一番!坂本九』（同年9月1日 21時～21時55分放送）の番組収録の際に、オンエアされなかったものの坂本が最後にアンコールとして歌った楽曲の中の1曲である（坂本は、同日発生の日本航空123便墜落事故の犠牲者となった）。
その後、数多くの歌手にカヴァーされた。1992年 - 1993年頃には、日本テレビの深夜のミニローカルドラマ『シャンプータイム』のエンディングで、中西圭三によるアカペラバージョンが流れたこともあった。これは、中西の歌を多重録音して制作されたものである（その他のカバーなどを参照）。
2000年8月26日に、CMプランナー福里真一の企画・制作・作詞による、日本コカ・コーラが販売する缶コーヒー「GEORGIA」のCMソングとして本楽曲が起用され、空前のリバイバル・ヒットとなった。同年9月16日放送の第3弾「元同僚編」からは、CMソングがトータス松本（ウルフルズ）歌唱のものに変更された。同年12月には、坂本九の原曲がシングルCDとして再発された（この時のカップリングは「幸せなら手をたたこう」）。
当時の不況下にあった日本を明るく元気にしていこうという風潮や吉本興業所属の人気お笑い芸人のキャスティングとが大きく作用し、たちまち話題のCMになる。のちに、CMと同一のキャスティングおよびテーマ設定により、同名のテレビドラマも制作・放映された。
同CMは翌2001年には各種CMに関連する賞を受けたほか、「明日があるさ」という言葉が新語・流行語大賞のトップテンに入賞し社会現象に。CMでカバーバージョンを歌ったウルフルズと、CMに出演していた吉本興業所属の芸人によるユニットのRe:Japanとの共演により、NHK紅白歌合戦へ出演を果たした。CDはウルフルズとRe:Japanのものを合わせて100万枚以上を売り上げ、ウルフルズ版はカラオケランキングでも上位に登場した。なお同CMでは後に森高千里も同曲を歌っていたが、森高の歌唱版はCD等で発売はされていない。
更に同年には、作詞者の青島もセルフカバーしており、『明日があるさ〜青島幸男作品集〜』の「赤盤」に収録された。
2002年には、選抜高等学校野球大会入場行進曲に採用された。なお坂本九が歌う選抜高校野球行進曲は、1962年「上を向いて歩こう」、1965年「幸せなら手をたたこう」、1966年「ともだち」、また1967年・1970年の「世界の国からこんにちは」（三波春夫、吉永小百合などの競作曲）も含めると、合計6回目の選出となる。
2004年には教育出版の高校生用音楽教科書に、2005年には教育芸術社の小学生用音楽教科書にそれぞれ掲載された。
日本音楽著作権協会（JASRAC）の著作権使用料分配額（国内作品）ランキングでは、2001年度の年間5位、2002年度の年間10位を獲得した。
2007年3月4日からは、坂本にゆかりがある茨城県笠間市のJR東日本常磐線の友部駅で発車メロディとして使用されている。

## 収録曲
1963年盤（東芝 JP-5263）　
1. 明日があるさ
2. 夢を育てよう

2000年盤（東芝EMI TOCT-4269）
1. 明日があるさ
2. 幸せなら手をたたこう

## ジョニー・シンバルによる歌唱盤
1964年にジョニー・シンバル（英語: Johnny Cymbal）が英語詞でカバーし、日本でシングル盤として発売された。2001年にシングルCDとして再発された。
収録曲
1964年盤（東芝 KR-1106）　
1. 明日があるさ - A Pack Of Lies
2. おみっちゃん - Mitsu

2001年盤（ユニバーサルミュージック インターナショナル UICY-5004）
1. 明日があるさ - A Pack Of Lies (Ashita Ga Arusa)
2. 僕のマシュマロちゃん	- Marshmallow
3. ミスター・ベースマン - Mr. Bass Man

## ウルフルズによる歌唱盤
ウルフルズによってカバーされ、21枚目のシングルとして2001年2月16日に発売。発売元は東芝EMI。前作『夢』から1年3ヶ月ぶりのリリース。同年、Re:Japanとのコラボレーションで年末『第52回NHK紅白歌合戦』へ5年ぶり2度目の出演。「ガッツだぜ!!」「バンザイ 〜好きでよかった〜」のブレイク後、人気も暫く落ち着いたウルフルズだったが、本楽曲で再び人気を盛り返した。初登場は5位だったが、徐々に人気を博し、その後5週連続で4位になり50万枚以上を売上。「かわいいひと」以来、6作ぶりのオリコントップ10入りと売上10万枚以上を記録。ミュージック・ビデオにパパイヤ鈴木、山本竜二が出演。振付は西田一生（西田プロジェクト）。
収録曲
全曲 作詞：青島幸男、作曲：中村八大、編曲：ウルフルズ・藤井丈司
1. 明日があるさ（ジョージアで行きましょう編）
（替え歌：福里真一）コカ・コーラ『ジョージア』CMソング。
2. 明日があるさ（オリジナル歌詞編）
3. 明日があるさ（カラオケ）

## Re:Japanによる歌唱盤
Re:Japanが1枚目のシングルとして2001年3月28日にavex traxよりリリースしたカバー。リミックス・シングルも発売されている。
歌詞は、坂本九が歌ったオリジナルの「明日があるさ」に、オリジナルの作詞者である青島幸男が新たに歌詞を追加している。
1番・2番・5番・7番・11番・12番はオリジナルの歌詞が使われている。
4番目に歌う山田花子のパートだけは音程が異なっている。これは花子が音痴であるため音程通りに歌えないためである。ただし、歌番組やレコード大賞など生で歌う場所ではCDに録音された音程さえも歌えていない。
日本テレビ系テレビドラマ『明日があるさ』の主題歌。
『第52回NHK紅白歌合戦』でRe:Japanは初出場を果たし、同年同曲をカバーした、ウルフルズと一度きりのコラボレーションで歌唱した。
オリコンシングルチャートでの初動順位は5位であり、2週目に1位を記録している。2001年年間オリコンチャート第54位。メンバーの花紀京がオリコンシングルチャート1位による当時の最年長記録（64歳3ヶ月）を達成。メンバーの間寛平は歌手デビューから25年7ヶ月でのオリコンシングルチャート首位達成、デビュー25年以上の首位初達成は石原裕次郎の31年0ヶ月、ゲイリー・ライトの29年2ヶ月、エルトン・ジョンの28年4ヶ月に続いての史上4人目の快挙で、4番目のスロー記録（当時）であった。なお、プラネットシングルチャートでは最高3位、サウンドスキャンジャパンシングルチャートでは最高2位となった。
2005年にはパチンコ機「CR明日があるさ よしもとワールド」として登場。ドラマのキャストがそのままデフォルメされ登場（確率変動での大当りでこの曲が流れる）。
歌詞のパート分け　
- 1番 - 浜田雅功
- 2番 - ココリコ
- 3番 - 東野幸治
- 4番 - 山田花子
- 5番 - 浜田雅功・ココリコ・東野幸治・山田花子
- 6番 - ロンドンブーツ1号2号
- 7番 - 藤井隆
- 8番 - 間寛平
- 9番 - 花紀京
- 10番 - 松本人志
- 11番 - ダウンタウン
- 12番 - メンバー全員

収録曲
1. 明日があるさ
  - 作詞：青島幸男　作曲：中村八大　編曲：CHOKKAKU
2. 明日があるさ -Twentieth Century Mix-
3. 明日があるさ　"Instrumental"
4. 明日があるさ -Twentieth Century Mix-　"Instrumental"

## せんだみつおによる歌唱盤
「せんだみつお featuring 池尻大橋交番上」名義にて、「明日がないさ」という曲名でインディーズにて発売した。原曲とは全く正反対な徹底的にネガティブな歌詞の楽曲となっている。せんだと共にお笑いユニット「池尻大橋交番上」を組む、「はらみつお」と「まんだみつこ」がコーラスを担当している。
収録曲
1. 明日がないさ
2. 明日がないさ〜クラブ“赤坂”MIX〜
3. 明日がないさ (Instrumental)
4. 明日がないさ〜クラブ“赤坂”MIX〜 (Instrumental)

## 虹の合唱団による歌唱盤
坂本九の妻の柏木由紀子、長女の大島花子、二女の舞坂ゆき子によるユニット「虹の合唱団」のシングルとして2001年7月4日に発売された。秋元康の補作詞。ラストに坂本九のオリジナルのボーカルが挿入されている。
収録曲
1. 明日があるさ
2. 明日があるさ -オリジナル・カラオケ- (女性用)
3. 明日があるさ -オリジナル・カラオケ- (男性用)

## ひまわりキッズによる歌唱盤
ひまわりキッズが「明日があるさ（ジョージアで行きましょう編）」の歌詞でカバーしたものが、2001年7月25日にシングルとして発売された。カップリング曲はエンジェルスハーモニーの「BELIEVE」、プッチモニの「ちょこっとLOVE」のそれぞれカバー。
2003年発売のカバーアルバム『旅立ちの日に2』にも収録。
収録曲
1. 明日があるさ（ジョージアで行きましょう編）
2. ビリーヴ
3. ちょこっとLOVE
4. 明日があるさ（ジョージアで行きましょう編）（カラオケ）
5. ビリーヴ（カラオケ）
6. ちょこっとLOVE（カラオケ）

## その他のカバー
シングルとして発売されたもの以外にも、以下のアーティストによってカバーされている。
- チャカと昆虫採集 - 1991年。カバーアルバム『うたの引力実験室』に収録。
- 中西圭三 - 1992年録音。多重録音でアカペラ風。TAPS (THE TAPS) という架空の4人組コーラスグループが歌っているという設定。当初は予約特典用CDに収録された[18]。1997年に坂本九トリビュートアルバムに収録され市販された。日本テレビ「シャンプータイム」本編エンディング曲。
- インナー・サークル - 2001年。英語によるカバー。英題は「There's Always Tomorrow」。アルバム『Barefoot In Negril』日本盤のみボーナス・トラックとして収録。
- 飯田久彦 - 2001年。アルバム『想い出のウエスタン・カーニバル』収録
- 小村知帆、白井安莉紗、大澤秀坪、石井里奈、小村美記、森の木児童合唱団 - 2003年発売『こどものうた(5) さんぼ・パンダうさぎコアラ』（KEEP/日本コロムビア、FGS-285）に収録。歌詞はRe:Japan版がベース（一部の歌詞を省略）。
- 桐木リスト（声：野島裕史） - 2010年。九のオリジナルの歌詞でカバー。アニメ「オオカミさんと七人の仲間たち」のキャラクターアルバムに収録。
- プロデューサー（声：赤羽根健治） - 2012年。「明日があるさ （ジョージアで行きましょう編）」の歌詞でカバー。アルバム『THE IDOLM@STER ANIM@TION MASTER 生っすかSPECIAL 03』に収録。
- のんとも。M（のん・大友良英・Sachiko M） - 2020年。九のオリジナルの歌詞でカバー。アルバム『ショーがはじまるョ!』に収録。

なお、ジャンボ鶴田が1984年に『明日があるさ』というシングルを発売しているが、これは本項の楽曲とは別の曲（作詞：山田孝雄、作曲：幸耕平）である。